# Vilhelm Ekelund
Vilhelm Ekelund (Stehag, 14 ottobre 1880 – Saltsjöbaden, 3 settembre 1949) è stato un poeta e scrittore svedese.

## Biografia
Figlio unico di un fabbro svedese nacque nella provincia Scania e studiò a Lund. Nel 1900 pubblicò il suo primo volume di poesie Vårbris e si dedicò da allora in poi all'attività di scrittore. Nella sua prima lirica impressionista ha di solito trattato temi riguardo alla sua infanzia e alle esperienze vissute nel suo paese. In Elegier (1903) dimostra nel suo stile maturo influenze della poesia greca classica, dell'espressionismo svedese e del romanticismo tedesco. Tradusse opere greche e le Operette morali del Leopardi. Fu influenzato anche da Platen e ciò è visibilmente espresso non solo nella forma religiosa che usa nei suoi scritti (Brezza primaverile del 1900, e Ditirambi nell'ardore del tramonto del 1906) per evocare l'idea di bellezza . Ben presto, Ekelund, smise di scrivere perché gli editori rifiutavano di pubblicare sue opere e i lettori di leggerle,
Per sfuggire dalla prigione, si recò dalla Germania alla Danimarca e poi restò in esilio. Nel 1914, si sposò ed divenne padre di una bambina. Tornato in Svezia, nel 1921 pubblicò il suo ultimo volume di poesie. Successivamente abbandona la poesia per la saggistica e l'aforistica. Ekelund può essere considerato all'altezza di poeti quali Paul Valéry e Paul Celan.